# Bartłomiej Nizioł
Bartłomiej Nizioł, ps. Bartek (ur. 1 lutego 1974 w Szczecinie) – polski skrzypek i pedagog muzyczny.

## Życiorys
W okresie szkolnym stypendysta Krajowego Funduszu na rzecz Dzieci. Absolwent Akademii Muzycznej w Poznaniu w klasie skrzypiec Jadwigi Kaliszewskiej. Studiował także pod kierunkiem prof. Pierre’a Amoyala w Conservatoire de Lausanne.
Od 1995 mieszka w Zurychu. W latach 1997–2003 był zastępcą 1. koncertmistrza Tonhalle-Orchester w tym mieście, od 2003 koncertmistrzem tamtejszej Orkiestry Opery. Jest też pierwszym skrzypkiem powstałego w 2007 Stradivari Quartett, którego wszyscy muzycy grają na instrumentach Antonio Stradivariego. Od września 2008 jest profesorem skrzypiec w Hochschule der Künste w Bernie.
W 2018 pełnił funkcję przewodniczącego jury I Międzynarodowego Konkursu Muzycznego im. Karola Szymanowskiego w Katowicach (kategoria: skrzypce). W 2006, 2011 i 2022 był członkiem jury Międzynarodowego Konkursu Skrzypcowego im. Henryka Wieniawskiego w Poznaniu.
Dokonał też wielu nagrań płytowych.

## Nagrody i wyróżnienia
- I nagroda w Międzynarodowym Konkursie Skrzypcowym im. Henryka Wieniawskiego w Poznaniu (1991)
- Grand Prix VI Konkursu Eurowizji dla Młodych Muzyków w Brukseli (1992)
- I nagroda w Międzynarodowym Konkursie Skrzypcowym im. Marguerite Long i Jacques’a Thibaud w Paryżu (1993)
- „Fryderyk” ’97 za płytę z utworami Henryka Wieniawskiego (wraz z pianistą Waldemarem Malickim)